# Mistrovství Evropy v atletice 1938

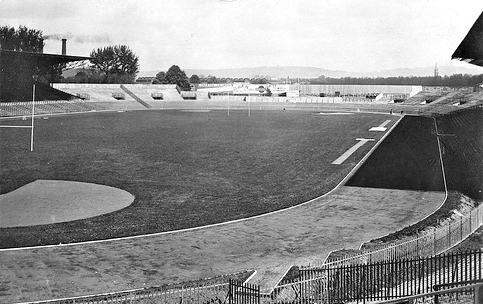
Stade de Colombes (1920–1924)

2. mistrovství Evropy v atletice se uskutečnilo v září roku 1938. Muži soutěžili ve dnech 3. – 5. září dohromady ve 23 disciplínách na olympijském stadionu Stade Olympique Yves-du-Manoir v Paříži, na kterém mj. probíhaly Letní olympijské hry 1924. Poprvé se šampionátu zúčastnily také ženy, které startovaly ve dnech 17. – 18. září ve Vídni na stadionu Praterstadion (dnes Ernst-Happel-Stadion). Ženy měly na programu 9 disciplín.

## Medailisté

### Muži
| Soutěž            | Zlato                                                                                  | Stříbro                                                                            | Bronz                                                                                      |
| ----------------- | -------------------------------------------------------------------------------------- | ---------------------------------------------------------------------------------- | ------------------------------------------------------------------------------------------ |
| 100 m             | Martinus Osendarp 10,5                                                                 | Orazio Mariani 10,6                                                                | Lennart Strandberg 10,6                                                                    |
| 200 m             | Martinus Osendarp 21,2                                                                 | Jakob Scheuring 21,6                                                               | Alan Pennington 21,6                                                                       |
| 400 m             | Godfrey Brown 47,4                                                                     | Karl Baumgarten 48,2                                                               | Erich Linnhoff 48,8                                                                        |
| 800 m             | Rudolf Harbig 1:50,6                                                                   | Jacques Léveque 1:51,8                                                             | Mario Lanzi 1:52,0                                                                         |
| 1500 m            | Sydney Wooderson 3:53,6                                                                | Joseph Mostert 3:54,5                                                              | Luigi Beccali 3:55,2                                                                       |
| 5000 m            | Taisto Mäki 14:26,8                                                                    | Henry Jonsson 14:27,4                                                              | Kauko Pekuri 14:29,2                                                                       |
| 10 000 m          | Ilmari Salminen 30:52,4                                                                | Giuseppe Beviacqua 30:53,2                                                         | Max Syring 30:57,8                                                                         |
| Maraton           | Väinö Muinonen 2.37:28                                                                 | Squire Yarrow 2.39:03                                                              | Henry Palmé 2.42:13                                                                        |
| 110 m překážek    | Donald Finlay 14,3                                                                     | Håkan Lidman 14,5                                                                  | Reindert Brasser 14,8                                                                      |
| 400 m překážek    | Prudent Joye 53,1                                                                      | József Kovács 53,3                                                                 | Kell Areskoug 53,6                                                                         |
| 3000 m překážek   | Lars Larsson 9:16,2                                                                    | Ludwig Kaindl 9:19,2                                                               | Alf Lindblad 9:21,4                                                                        |
| Štafeta 4 × 100 m | Nacistické Německo 40,9 Manfred Kersch Gerd Hornberger Karl Neckermann Jakob Scheuring | Švédsko 41,1 Gösta Klemming Åke Stenqvist Lennart Lindgren Lennart Strandberg      | Spojené království 41,2 Maurice Scarr Godfrey Brown Arthur Sweeney Ernest Page             |
| Štafeta 4 × 400 m | Nacistické Německo 3:13,7 Hermann Blazejezak Manfred Bues Erich Linnhoff Rudolf Harbig | Spojené království 3:14,9 John Barnes Alfred Baldwin Alan Pennington Godfrey Brown | Švédsko 3:17,3 Lars Nilsson Carl Hendrik Gustafsson Börje Thomasson Bertil von Wachenfeldt |
| Chůze na 50 km    | Harold Whitlock 4.41:51                                                                | Herbert Dill 4.43:54                                                               | Edgar Bruun 4.44:35                                                                        |
| Skok do výšky     | Kurt Lundqvist 1,97 m                                                                  | Kalevi Kotkas 1,94 m                                                               | Lauri Kalima 1,94 m                                                                        |
| Skok o tyči       | Karl Sutter 4,05 m                                                                     | Bo Ljungberg 4,00 m                                                                | Pierre Ramadier 4,00 m                                                                     |
| Skok daleký       | Wilhelm Leichum 7,64 m                                                                 | Arturo Maffei 7,60 m                                                               | Luz Long 7,55 m                                                                            |
| Trojskok          | Onni Rajasaari 15,32 m                                                                 | Jouko Norén 14,95 m                                                                | Karl Kotratschek 14,73 m                                                                   |
| Vrh koulí         | Aleksander Kreek 15,83 m                                                               | Gerhard Stöck 15,59 m                                                              | Hans Wöllke 15,52 m                                                                        |
| Hod diskem        | Willy Schröder 49,70 m                                                                 | Giorgio Oberweger 49,48 m                                                          | Gunnar Bergh 48,72 m                                                                       |
| Hod kladivem      | Karl Hein 58,77 m                                                                      | Erwin Blask 57,34 m                                                                | Oscar Malmbrant 51,23 m                                                                    |
| Hod oštěpem       | Matti Järvinen 76,87 m                                                                 | Yrjö Nikkanen 75,00 m                                                              | József Várszegi 72,78 m                                                                    |
| Desetiboj         | Olle Bexell 6 870 bodů                                                                 | Witold Gerutto 6 661 bodů                                                          | Josef Neumann 6 444 bodů                                                                   |

### Ženy
| Soutěž            | Zlato                                                                       | Stříbro                                                                                            | Bronz                                                                                 |
| ----------------- | --------------------------------------------------------------------------- | -------------------------------------------------------------------------------------------------- | ------------------------------------------------------------------------------------- |
| 100 m             | Stanisława Walasiewiczová 11,9                                              | Käthe Kraussová 12,0                                                                               | Fanny Blankers-Koenová 12,0                                                           |
| 200 m             | Stanisława Walasiewiczová 23,8                                              | Käthe Kraussová 24,4                                                                               | Fanny Blankers-Koenová 24,9                                                           |
| 80 m překážek     | Claudia Testoni 11,6                                                        | Lisa Geliusová 11,7                                                                                | Kitty Braaketer 11,8                                                                  |
| Štafeta 4 × 100 m | Nacistické Německo 46,8 Josefine Kohl Käthe Kraussová Emmy Albus Ida Kühnel | Polsko 48,3 Anna Jadwiga Gawrońská Barbara Książkiewiczová Otylia Kałuża Stanisława Walasiewiczová | Italské království 49,4 Maria Alfero Maria Apollonio Rosetta Cattaneo Italia Lucchini |
| Skok do výšky     | Ibolya Csáková 1,64 m                                                       | Nelly van Balen Blanken 1,64 m                                                                     | Feodora Solms 1,64 m                                                                  |
| Skok daleký       | Irmgard Praetzová 5,88 m                                                    | Stanisława Walasiewiczová 5,81 m                                                                   | Gisela Voss 5,47 m                                                                    |
| Vrh koulí         | Hermine Schröderová 13,29 m                                                 | Gisela Mauermayerová 13,27 m                                                                       | Wanda Flakowiczová 12,55 m                                                            |
| Hod diskem        | Gisela Mauermayerová 44,80 m                                                | Hidegard Sommerová 40,95 m                                                                         | Paula Mollenhauerová 39,81 m                                                          |
| Hod oštěpem       | Lisa Geliusová 45,58 m                                                      | Susi Pastoors 44,14 m                                                                              | Luise Krügerová 42,49 m                                                               |

## Medailové pořadí
| Umístění | Stát                | Zlato | Stříbro | Bronz | Celkem |
| -------- | ------------------- | ----- | ------- | ----- | ------ |
| 1.       | Nacistické Německo  | 12    | 11      | 9     | 22     |
| 2.       | Finsko              | 5     | 3       | 3     | 11     |
| 3.       | Spojené království  | 4     | 2       | 2     | 8      |
| 4.       | Švédsko             | 3     | 4       | 6     | 13     |
| 5.       | Polsko              | 2     | 3       | 1     | 6      |
| 6.       | Nizozemsko          | 2     | 2       | 4     | 8      |
| 7.       | Italské království  | 1     | 4       | 3     | 8      |
| 8.       | Francie             | 1     | 1       | 1     | 3      |
| 8.       | Maďarské království | 1     | 1       | 1     | 3      |
| 10.      | Estonsko            | 1     | 0       | 0     | 1      |
| 11.      | Belgie              | 0     | 1       | 0     | 1      |
| 12.      | Norsko              | 0     | 0       | 1     | 1      |
| 12.      | Švýcarsko           | 0     | 0       | 1     | 1      |